# 棕头绿鸠
棕头绿鸠（学名：Treron fulvicollis）一种分布于文莱、印度尼西亚、马来西亚、缅甸、新加坡和泰国等地的鸽形目鸟类，属于鸠鸽科绿鸠属。